# Enrico Tamberlick

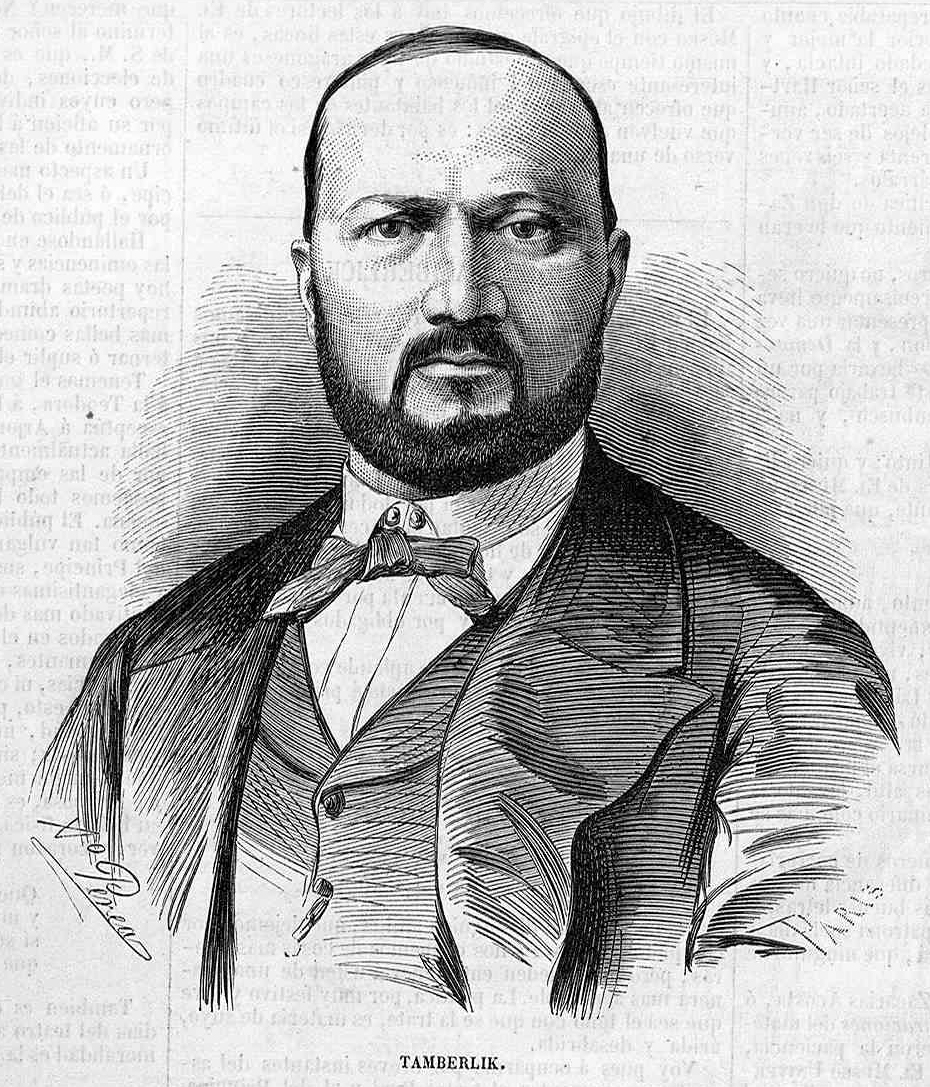
Retrato de Tamberlick, grabado publicado en 1866 en El Museo Universal.

Enrico Tamberlick, o Tamberlik (Roma, 16 de marzo de 1820 – París, 13 de marzo de 1889), fue un tenor italiano.

## Biografía
Aunque nació en Roma, algunas fuentes aseguran que podría haber sido de origen rumano y que su verdadero nombre era Nikita Torna. Sin embargo, su entrenamiento vocal fue totalmente italiano. Estudió primero en Nápoles con Zirilli Borgna y, a continuación, en Bolonia con Guglielmi, y finalmente en Milán con De Abella. Hizo su debut en concierto en 1837, y más tarde apareció en el Teatro Apollo de Roma, como Gennaro en  Lucrezia Borgia y Arnoldo en Guglielmo Tell. Tamberlik se presentó en el Teatro Fondo en Nápoles en 1841, bajo el nombre de Enrico Danieli, como Tebaldo en I Capuleti e i Montecchi, y durante la temporada 1842-43 hizo su debut en el Teatro San Carlo, bajo el nombre de Enrico Tamberlick. También apareció en Madrid y en Barcelona. En Londres cantó regularmente entre 1850 y 1869. También en San Petersburgo, entre 1850 y 1863, incluyendo el estreno mundial de La forza del destino, de Verdi. Debutó en París en 1858, volviendo regularmente hasta 1877. En el Teatro Real de Madrid cantó entre 1865 y 1880, destacando su participación, en 1871, en el estreno de la versión operística de Marina, de Emilio Arrieta. También llegó a cantar en el Teatro de Santander, como recoge José Gutiérrez Solana en La España Negra.
En 1857 participó en la apertura del primer edificio del Teatro Colón de Buenos Aires, cantando La Traviata. Fue miembro de la Compañía de ópera de la soprano mexicana Ángela Peralta. En la Ciudad de México estreno en 1871 la ópera Guatemotzin del mexicano Aniceto Ortega de Villar. En la temporada 1873-74 actuó en Nueva York. Hizo su última aparición en Londres en 1877. Terminó su carrera de gira por España en 1881, retirándose después. El 11 de octubre de 1882, al frente de su compañía, protagonizó, con la ópera en tres actos Poliuto de Gaetano Donizetti, la sesión inaugural de un nuevo teatro en Vigo, que llevó su nombre, el Teatro Circo Tamberlick. Murió en París poco antes de cumplir 69 años.
Tamberlick disputó con su colega Mario (de voz más lírica) el puesto de tenor más importante del tercer cuarto del siglo XIX. Según los testimonios de la época, poseía una robusta voz de tenor, con un marcado vibrato y sonoras notas agudas. Estas cualidades, unidas a un imponente aspecto en escena, lo hacían particularmente adecuado para los roles heroicos, como Jean, en Le prophète de Meyerbeer, Arnoldo en Guglielmo Tell, o Manrico en Il Trovatore, de Verdi. Otros roles característicos de la carrera de Tamberlick fueron Otello, Pollione, Arturo, Ernani, Robert, Faust, Don Ottavio, Florestan, Max, Poliuto y Benvenuto Cellini.

### Licencia
- Esta obra contiene una traducción parcial derivada de «Enrico Tamberlik» de Wikipedia en inglés, publicada por sus editores bajo la Licencia de documentación libre de GNU y la Licencia Creative Commons Atribución-CompartirIgual 4.0 Internacional.

- Datos: Q2734688
- Multimedia: Enrico Tamberlick / Q2734688